# Disjunkt (biologi)
 For alternative betydninger, se disjunkt. (Se også artikler, som begynder med disjunkt)
Inden for biologien kan fordelingen af populationer inden for en art kaldes disjunkt, når populationerne er adskilt på en måde, så udvekslinger inden for genpuljen er forhindret. Derved lægges grunden til artsdannelse, nemlig ved at først underarter og senere nye arter kan opstå.
| Biologi | Spire Denne artikel om biologi er en spire som bør udbygges. Du er velkommen til at hjælpe Wikipedia ved at udvide den. |